# سوپلی
سوپلی (به انگلیسی: Sopley) یک روستا و محله مدنی در بریتانیا است که در New Forest District واقع شده‌است.